# Finále ženské dvouhry ve Wimbledonu 2014
| Wimbledon 2014 Finále ženské dvouhry Eugenie Bouchardová (13.) vs. Petra Kvitová (6.) |                                                    |                                                    |                                                    |                                                    |                                                    |
|                                                                                       | 1.                                                 | 2.                                                 |                                                    |                                                    |                                                    |
| Eugenie Bouchardová                                                                   | 3                                                  | 0                                                  |                                                    |                                                    |                                                    |
| Petra Kvitová                                                                         | 6                                                  | 6                                                  |                                                    |                                                    |                                                    |
|                                                                                       |                                                    |                                                    |                                                    |                                                    |                                                    |
| Datum:                                                                                | 5. července 2014                                   | 5. července 2014                                   | 5. července 2014                                   | 5. července 2014                                   | 5. července 2014                                   |
| Turnaj:                                                                               | Wimbledon                                          | Wimbledon                                          | Wimbledon                                          | Wimbledon                                          | Wimbledon                                          |
| Místo:                                                                                | Centre Court, AELTC, Londýn                        | Centre Court, AELTC, Londýn                        | Centre Court, AELTC, Londýn                        | Centre Court, AELTC, Londýn                        | Centre Court, AELTC, Londýn                        |
| Žebříček:                                                                             | Eugenie Bouchardová: 13. WTA Petra Kvitová: 6. WTA | Eugenie Bouchardová: 13. WTA Petra Kvitová: 6. WTA | Eugenie Bouchardová: 13. WTA Petra Kvitová: 6. WTA | Eugenie Bouchardová: 13. WTA Petra Kvitová: 6. WTA | Eugenie Bouchardová: 13. WTA Petra Kvitová: 6. WTA |
| Předešlý poměr vzájemných zápasů: Bouchardová vs. Kvitová 0–1                         |                                                    |                                                    |                                                    |                                                    |                                                    |
| Eugenie Bouchardová (Kanada)                                                          |                                                    |                                                    |                                                    |                                                    |                                                    |
| Petra Kvitová (Česko)                                                                 |                                                    |                                                    |                                                    |                                                    |                                                    |

Finále ženské dvouhry ve Wimbledonu 2014 představovalo vyvrcholení soutěže dvouhry žen 128. ročníku nejslavnějšího a nejstaršího tenisového turnaje na světě. Odehrálo se 5. července 2014 od 14.00 hodin místního času na centrálním dvorci londýnského areálu v All England Clubu. Utkaly se v něm kanadská světová třináctka Eugenie Bouchardová a šestá hráčka žebříčku Petra Kvitová z České republiky, která po jednoznačném průběhu hladce zdolala Kanaďanku 6–3 a 6–0 v duelu trvajícím 55 minut. Slavila tak druhý grandslamový i wimbledonský titul kariéry. Jednalo se o první grandslamové finále, do kterého nastoupily dvě hráčky narozené po roce 1990.
24letá Petra Kvitová nastoupila do svého druhého grandslamového finále kariéry. Stala se tak, po Martině Navrátilové, druhou ženou narozenou na české půdě, která dokázala získat více než jednu mísu Venus Rosewater pro vítězku dvouhry. Ve wimbledonském boji o titul roku 2011 zdolala ruskou hráčku Marií Šarapovovou po dvousetovém průběhu a vybojovala tak tehdy titul jako první levoruká šampiónka turnaje od Navrátilové v roce 1990.
Kvitová se také stala, nepočítaje pětinásobné šampiónky Serenu a Venus Williamsovy, první dvojnásobnou vítězkou Wimbledonu od roku 1996, kdy na svou poslední sedmou trofej dosáhla Steffi Grafová.
20letá Eugenie Bouchardová představovala vůbec první zástupkyní kanadského tenisu v historii, včetně mužské kategorie, která se probojovala do finále dvouhry seniorského Grand Slamu. Již jako 18letá triumfovala v juniorském singlu Wimbledonu 2012, čímž opět dosáhla mezi kanadskými hráči na primát – první grandslamové šampiónky ve dvouhře.

## Pozadí 128. ročníku
Wimbledon 2014 představoval třetí grandslamový tenisový turnaj sezóny, který se konal od pondělí 23. června do neděle 6. července, tradičně na travnatých dvorcích v londýnském All England Lawn Tennis and Croquet Clubu. Hrálo se na trávě typu Perennial Ryegrass sestřižené do výšky 8 mm.
Vítězka si do žebříčku WTA připsala 2 000 bodů a finalistka 1 300 bodů. Prémie šampiónky činila 1 760 000 liber (cca 60,9 milionu korun), poražená obdržela poloviční prémii ve výši 880 000 liber.
Obhájkyní titulu byla Francouzka Marion Bartoliová, která však šest týdnů po získání mísy Venus Rosewater překvapivě ukončila profesionální kariéru na srpnovém Cincinnati Masters 2013. Důvodem byl její zdravotní stav. Tělo již po řadě zranění nezvládalo zápasový režim. V době odchodu z profesionálního tenisu jí ve světové klasifikaci patřila 7. příčka.
Pětinásobná šampiónka a americká světová jednička Serena Williamsová vypadla ve třetím kole s francouzskou 25. nasazenou Alizé Cornetovou po setech 6–1, 3–6 a 4–6. Ve stejné fázi skončila také čínská světová dvojka Li Na, kterou porazila česká hráčka Barbora Záhlavová-Strýcová.

## Hosté
V královské lóži byli přítomni významní hosté, vedle wimbledonských vítězů včetně Martiny Navrátilové, Billie Jean Kingové, Jany Novotné, Heleny Sukové, Martiny Hingisové či poslední vítězky Marion Bartoliové, herečka Keira Knightley společně se svým manželem zpěvákem Jamesem Rightonem, zpěvák Cliff Richard, fotbalista Chelsea Frank Lampard společně se svou ženou redaktorkou Christine Bleakleyovou, novinář Trevor McDonald, herec Chiwetel Ejiofor, zpěvák Peter Andre nebo třeba šéfredaktorka časopisu Vogue Anna Wintourová V hledišti se nacházela taká britská princezna Eugenie z Yorku, po které byla Bouchardová pojmenována. Přítomen byl také prezident Českého tenisového svazu Ivo Kaderka.
V hráčské lóži Kvitové se nacházeli šéf a spolumajitel mateřského klubu Kvitové TK Agrofert Prostějov Miroslav Černošek, který je i jejím manažerem, bývalá tenistka a v současnosti ředitelka turnaje UniCredit Czech Open Petra Langrová, bývalý český fotbalista Marek Jankulovski a stejně tak i rodinní příslušníci – otec Jiří Kvita, matka Pavla Kvitová i oba její starší bratři Jiří Kvita a Libor Kvita.
Na straně Bouchardové se nacházeli její rodinní příslušníci – matka Julie, dvojče Beatrice a bratr William. Zajímavým hostem na straně Kanaďanky byl americký herec Jim Parsons, který je veřejností známý především jako Sheldon Cooper ze sitcomu Teorie velkého třesku. S kanadskou tenistkou se seznámil prostřednictvím jejich agentů a už více než rok jsou spolu v kontaktu, podle Bouchardové je ona velkým fanouškem jeho show a naopak on je zase jejím velkým fanouškem.

## Názory před finále
Semifinalistka turnaje Lucie Šafářová po utkání na adresu Kvitové sdělila: „Jestli bude hrát jako dneska, budeme mít další titul z Wimbledonu.“
Wimbledonští vítězové Martina Navrátilová a Jan Kodeš vyjádřili přesvědčení, že Kvitová může ve finále uspět. Navrátilová po semifinálové fázi uvedla: „Když bude hrát Petra jako dneska, tak proč by nevyhrála? Sedí jí to tady. A věří si.“ Jediný český mužský vítěz z All England Clubu dodal: „Všichni doufáme, že vyhraje, ale bude to těžký.“ Helena Suková vyjádřila přesvědčení, že „Petře pomůže, že hraje dobře a ví, že hraje dobře. Budu věřit tomu, že Petra vyhraje.“ Trenér českého fedcupového týmu Petr Pála dodal: „A jestli má Péťa šanci vyhrát podruhé titul? Má šance proti komukoliv na světě. Bude to sice těžké finále, ale proto člověk hraje tenis. Aby vyhrála ty největší zápasy proti kvalitním soupeřkám.“
Kvitová k duelu řekla: „Ve finále grandslamu favoritky nebývají. Záleží na tom, jak zvládnete nervy, drobnosti.“
Bouchardová před finále sdělila: „Vždycky věřím, že můžu vyhrát, když jdu na kurt. Cítím se tady výborně a nechám na dvorci všechno. Čekám od Kvitové rány, ale i já hraju agresivně. Vždycky jsem byla sebevědomá a nic na tom nechci měnit … Takový výsledek jsem očekávala.“

## Finalistky
Obě finalistky se v předchozí kariéře utkaly pouze jedinkrát, ve 2. kole srpnového Canada Masters 2013, hraného na tvrdém povrchu, kam Bouchardová obdržela divokou kartu. Šesté nasazené Kvitové podlehla za 86 minut poměrem 3–6 a 2–6.
V předfinálové statistice aktuálního ročníku 2014 Kvitová opanovala čelo pořadí hráček v počtu zahraných es, když jich soupeřkám nastřílela 38. Naopak Bouchardová vévodila tabulkám v počtu vyhraných míčů po returnu prvního podání, když takto získala 116 fiftýnů.
Finálový duel na Grand Slamu poprvé v historii sehrály dvě hráčky narozené v 90. letech 20. století. Kvitová se v roce 2011 stala první grandslamovou vítězkou narozenou od roku 1990. Bouchardová byla čtvrtou takovou finalistkou, po Kvitové, Caroline Wozniacké a Simoně Halepové.

### Srovnání finalistek
| Eugenie Bouchardová                                                          |                             | Petra Kvitová |
| ---------------------------------------------------------------------------- | --------------------------- | --- |
| Eugenie Bouchardová, 2014                                                    |                             | Petra Kvitová, 2011 |
| Kanada                                                                       | stát                        | Česko |
| 25. února 1994 (20 let)                                                      | datum narození              | 8. března 1990 (24 let) |
| Montréal, Kanada                                                             | místo narození              | Bílovec, Československo |
| 178 cm                                                                       | výška                       | 182 cm |
| 61 kg                                                                        | váha                        | 70 kg |
| 13. / 12.                                                                    | žebříček WTA                | 6. / 2. |
| 30–13 / 154–84                                                               | výhry–prohry                | 18–10 / 316–144 |
| 1 233 624 USD                                                                | výdělek v sezóně            | 654 679 USD |
| 1 738 730 USD                                                                | výdělek v kariéře           | 12 553 901 USD |
| Nick Saviano od 2014                                                         | trenér                      | David Kotyza od 2008 |
| Babolat                                                                      | raketa                      | Wilson |
| pravou rukou, obouručný bekhend                                              | držení rakety               | levou rukou, obouručný bekhend |
| 1 WTA Norimberk 2014 (juniorka Wimbledonu 2012)                              | tituly                      | 11 WTA Hobart 2009, Brisbane 2011 Paříž 2011, Madrid 2011 Wimbledon 2011, Linec 2011 Turnaj mistryň 2011, Montréal 2012 New Haven 2012, Dubaj 2013 Tokio 2013 |
| Statistiky ve Wimbledonu 2014 před finále                                    |                             | |
| 15 (17.)                                                                     | esa                         | 38 (1.) |
| 11 (13.)                                                                     | dvojchyby                   | 15 (6.) |
| neumístěna do 20. místa                                                      | vítězné míče po 2. servisu  | 91 ze 143 = 64 % (2.) |
| 116 (1.)                                                                     | body z returnu po 1. podání | 102 (4.) |
| 78 (6.)                                                                      | body z returnu po 2. podání | 77 (7.) |
| 24 (2.)                                                                      | využité breakboly           | 22 (4.) |
| neumístěna do 20. místa                                                      | nejrychlejší podání         | 112 mph (10.) |
| Nejlepší výsledek na Grand Slamu                                             |                             | |
| semifinále 2014                                                              | Australian Open             | semifinále 2012 |
| semifinále 2014                                                              | French Open                 | semifinále 2012 |
| 3. kolo 2013                                                                 | Wimbledon                   | vítězka 2011 |
| 2. kolo 2013                                                                 | US Open                     | 4. kolo 2009 a 2012 |
| Předešlá vzájemná utkání                                                     |                             | |
| 2. kolo Canada Masters 2013 Bouchardová (WC) – Kvitová (6) 3–6, 2–6 1.26 hod |                             | |
| Zdroj: Head 2 Head Comparison: Bouchard vs Kvitova                           |                             | |

### Eugenie Bouchardová

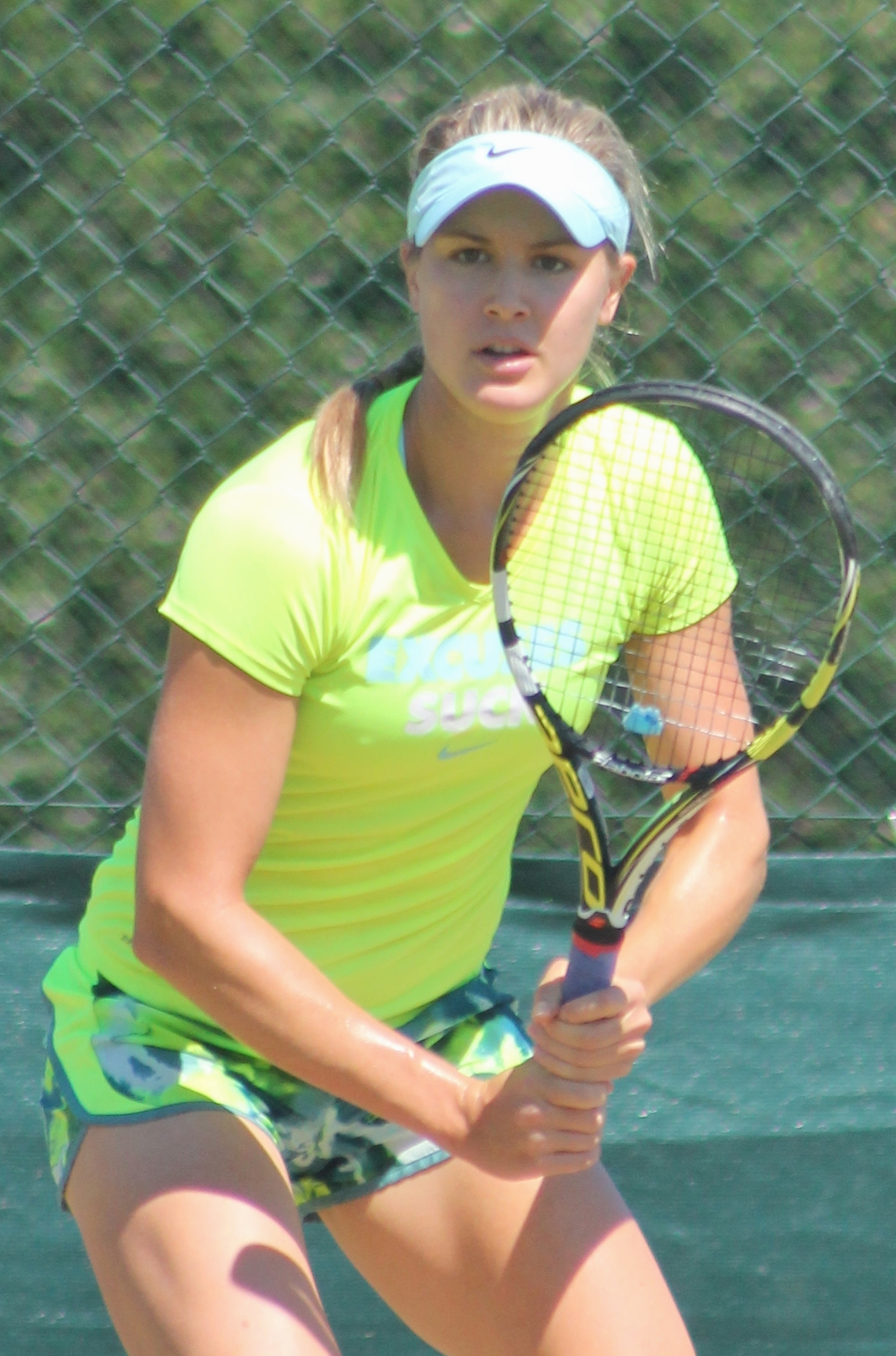
Eugenie Bouchardová během grandslamu

Eugenie Bouchardová vstupovala do turnaje z pozice světové třináctky. V předchozí části sezóny získala premiérový titul na okruhu WTA Tour, když triumfovala na květnovém Nürnberger Versicherungscup 2014, hraném na antuce. Na prvních dvou grandslamech roku, Australian Open 2014 a French Open 2014, vypadla vždy v semifinále. Do sezóny 2014 vstupovala bez trenéra. V průběhu roku ji začal vést Nick Saviano, v jehož floridské akademie k datu utkání trénovala.
Kanaďanka vyhrála již juniorku Wimbledonu 2012. Stala se tak „nejrychlejší“ tenistkou od 80. let 20. století, když zvládla v rozmezí dvou let získat juniorský grandslamový titul a postoupit do seniorského finále Grand Slamu. Naposledy před ní byla rychlejší Nataša Zverevová, jakožto šampiónka juniorky na US Open 1987, která za méně než jeden rok hrála finále ženské dvouhry na French Open 1988.
Po wimbledonském finále, do něhož postoupila bez ztraceného setu, pronikla kanadská hráčka poprvé v kariéře do elitní desítky žebříčku WTA. Jako poražená finalistka figurovala na 7. místě, při zisku titulu by se posunula na 6. místo. V pondělním vydání ze 7. července 2014 se stala nejvýše postavenou Kanaďankou v historii, když překonala 8. příčku krajanky Carling Bassettové-Segusové. V rámci „cesty do Singapuru“, žebříčku pro osm hráček kvalifikovaných na Turnaj mistryň 2014, se posunula z 8. pozice na 3. místo.
Pouze jediná 13. nasazená tenistka, stejně postavená jako na turnaji Bouchardová, vyhrála v otevřené éře grandslamovou dvouhru, a to Maria Šarapovová ve Wimbledonu 2004.

#### Cesta do finále
| Kolo        | soupeřka                   | výsledek      |
| ----------- | -------------------------- | ------------- |
| 1. kolo     | Daniela Hantuchová         | 7–5, 7–5      |
| 2. kolo     | Sílvia Solerová Espinosová | 7–5, 6–1      |
| 3. kolo     | Andrea Petkovicová (20)    | 6–3, 6–4      |
| 4. kolo     | Alizé Cornetová (25)       | 7–6(7–5), 7–5 |
| čtvrtfinále | Angelique Kerberová (9)    | 6–3, 6–4      |
| semifinále  | Simona Halepová (3)        | 7–6(7–5), 6–2 |

### Petra Kvitová

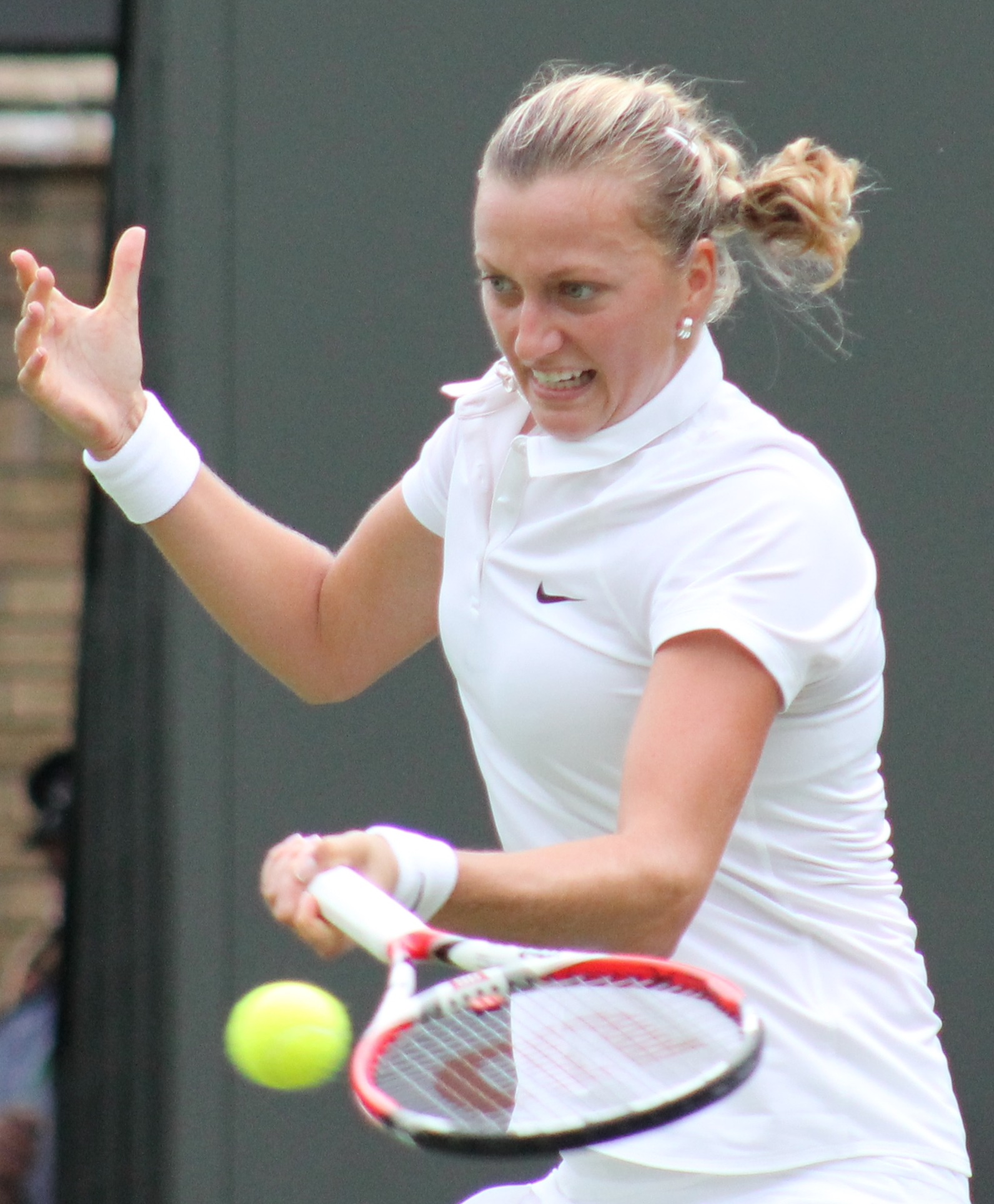
Petra Kvitová během grandslamu

Petra Kvitová vstoupila do turnaje jako šestá hráčka světové klasifikace. Na okruhu WTA vyhrála celkově jedenáct titulů, včetně Wimbledonu 2011. Poslední pak vybojovala na zářijovém Toray Pan Pacific Open 2013 v Tokiu. V probíhající sezóně postoupila nejdále do semifinále Apia International Sydney 2014 a Mutua Madrid Open 2014. Na úvodním grandslamu roku Australian Open 2014 nepřešla první kolo a s French Open 2014 se rozloučila ve třetí fázi. Trenérem byl od roku 2008 David Kotyza.
Po wimbledonském finále se posunula na 4. místo žebříčku WTA, své nejvyšší umístění od Wimbledonu 2012, během něhož figurovala také na 4. příčce. V rámci „cesty do Singapuru“, žebříčku pro Turnaj mistryň 2014, se vyhoupla z 16. pozice do první osmičky pořadí.
Na cestě do finále ztratila pouze jediný set, ve třetím kole s bývalou světovou jedničkou a pětinásobnou wimbledonskou šampiónkou Venus Williamsovou. Jednalo se o těsnou třísetovou bitvu, v níž se ocitla dva míče od vyřazení, když podávala za stavu 5–7, 4–5 a 30–30. Kritickou situaci proti třicáté nasazené Američance však zvládla, stejně jako při jejich posledním střetnutí na Qatar Total Open 2014, v němž odvrátila mečbol.
Od chvíle, kdy v osmifinále grandslamu vypadla Ruska Maria Šarapovová – vítězka z roku 2004, zůstala Kvitová jedinou wimbledonskou šampiónkou v dalším průběhu turnaje.
Šest hráček v roli 6. nasazených, stejně postavených jako na turnaji Kvitová, vyhrálo v otevřené éře grandslamovou dvouhru: Virginia Wadeová (US Open 1968), Steffi Grafová (French Open 1999), Mary Pierceová (French Open 2000), Anastasija Myskinová (French Open 2004), Li Na (French Open 2011) a Serena Williamsová (Wimbledon 2012).

#### Cesta do finále
| Kolo        | soupeřka                   | výsledek           |
| ----------- | -------------------------- | ------------------ |
| 1. kolo     | Andrea Hlaváčková          | 6–3, 6–0           |
| 2. kolo     | Mona Barthelová            | 6–2, 6–0           |
| 3. kolo     | Venus Williamsová (30)     | 5–7, 7–6(7–2), 7–5 |
| 4. kolo     | Pcheng Šuaj                | 6–3, 6–2           |
| čtvrtfinále | Barbora Záhlavová-Strýcová | 6–1, 7–5           |
| semifinále  | Lucie Šafářová (23)        | 7–6(8–6), 6–1      |

## Další aktéři
Hlavní rozhodčí utkání byla Chorvatka Marija Čičaková. Na průběhu zápasu se také podíleli čároví rozhodčí a sběrači míčků.

## Průběh zápasu
Utkání se uskutečnilo v sobotu 5. července 2014 na centrálním dvorci od 14:00 hodin Britského letního času (13:00 UTC; 15:00 hod SELČ).
Finále svou délkou 55 minut představovalo nejkratší zápas o mísu Venus Rosewater za uplynulých 31 let, když kratší čas – 54 minut, trvalo finále z roku 1983 mezi vítěznou Navrátilovou a poraženou Jaegerovou. Poslední zápas dvouhry v roce 2014 také znamenal historicky páté nejkratší ženské finále ve Wimbledonu. Po třinácti letech, poprvé od roku 2001, skončil set ve finále ženského singlu „kanárem“ – poměrem gamů 6:0. Celkově pak bylo v otevřené éře během finálových duelů zahráno šest takových setů, vždy po jednom kanáru v letech 1973, 1974, 1975, 1983, 2001 a 2014.

### Výsledek
| Finalistky               | 1. set | 2. set |
| ------------------------ | ------ | ------ |
| Eugenie Bouchardová (13) | 3      | 0      |
| Petra Kvitová (6)        | 6      | 6      |
|                          | 32 min | 23 min |

### Statistiky utkání

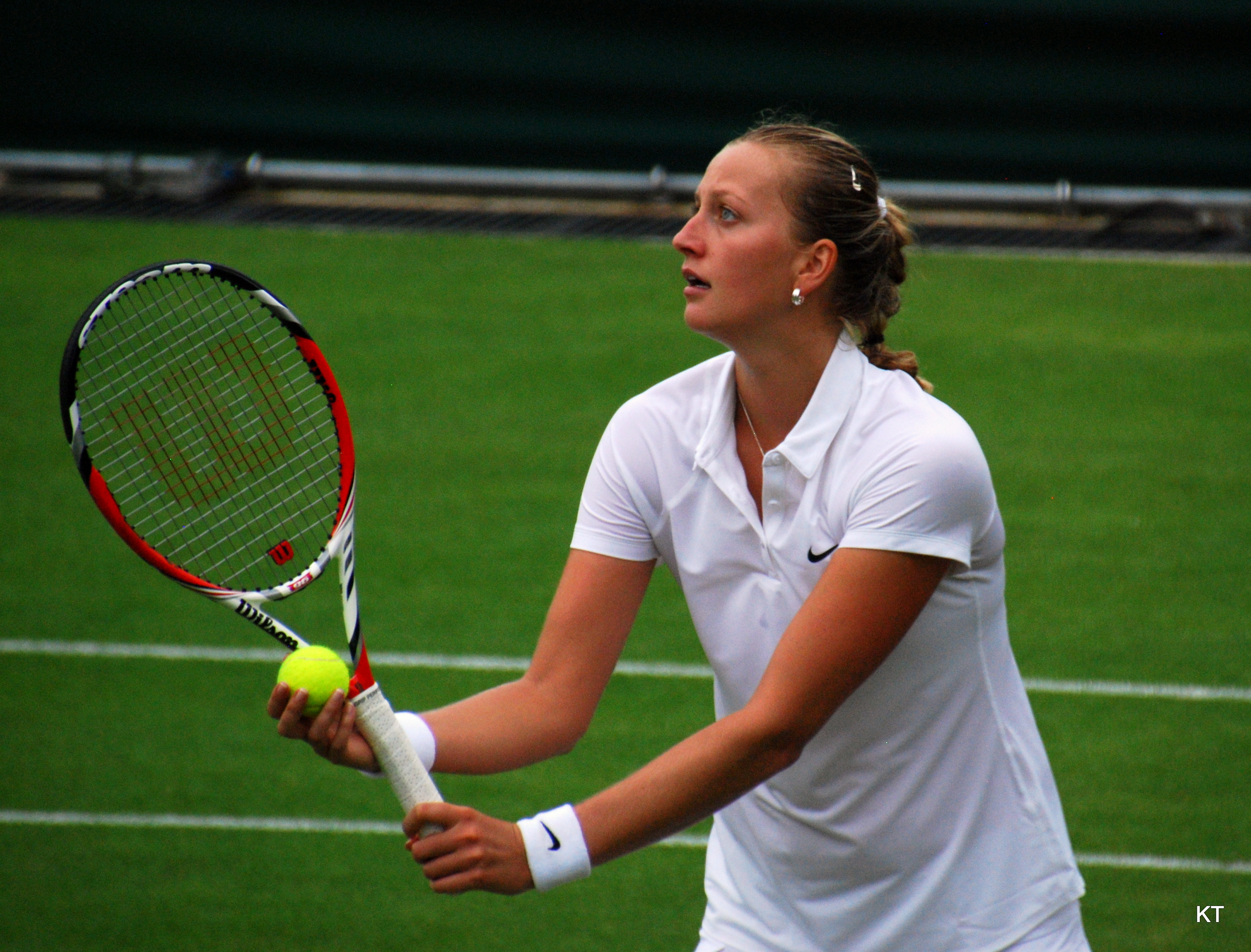
Podávající Petra Kvitová

| Statistiky celého utkání                                                                                       | Statistiky celého utkání     | Statistiky celého utkání |
| Bouchardová |                              | Kvitová                  |
| --- | ---------------------------- | ------------------------ |
| 35 z 57 = 61 %                                                                                                 | 1. podání do dvorce          | 28 ze 41 = 68 %          |
| 2 | dvojchyby                    | 3                        |
| 4 | nevynucené chyby             | 12                       |
| 16 z 35 = 46 %                                                                                                 | % vítězných míčů u 1. podání | 23 z 28 = 82 %           |
| 8 z 22 = 36 %                                                                                                  | % vítězných míčů u 2. podání | 5 ze 13 = 38 %           |
| 8 | vítězné míče                 | 28                       |
| 13 z 41 = 32 %                                                                                                 | vítězných míčů na příjmu     | 33 z 57 = 58 %           |
| 1 z 1 = 100 %                                                                                                  | proměnění brejkbolů          | 6 ze 13 = 46 %           |
| 2 ze 4 = 50 %                                                                                                  | % úspěšnosti náběhů na síť   | 11 ze 14 = 79 %          |
| 37 | celkově získané míče         | 61                       |
| 3 | vyhrané hry                  | 12                       |
| 1 | esa                          | 4                        |
| 172 km/h | nejrychlejší podání          | 182 km/h                 |
| 159 km/h | průměrná rychlost 1. podání  | 171 km/h                 |
| 137 km/h | průměrná rychlost 2. podání  | 148 km/h                 |
| Celkový počet míčů na straně tenistky zahrnuje i dvojchyby protihráčky. Nevynucené chyby zahrnují i dvojchyby. |                              |                          |

### 1. set
Bouchardová vyhrála los. Finále rozehrála ve 14.10 hodin místního času a připsala si úvodní hru. Také Kvitová si podržela první servis a srovnala poměr gamů na 1:1. Následně česká hráčka poprvé získala break, když využila druhou šanci po zahrání míčku Kanaďanky do pásky. Potvrzeným servisem se soupeřce vzdálila na rozdíl dvou gamů. První výměna při dalším podání Bouchardové byla jednou z nejlepších v utkání. Přesto, že se Češka ocitla v silné defenzivě, vybojovala vítězný fiftýn. Poté dospěla k dalším dvěma možnostem na prolomení servisu. Šanci však nezužitkovala a 20letá debutantka ve finále grandslamu snížila bilanci her na 2:3. Po bezproblémovém dovedení dalšího gamu ke stavu 4:2, přidala bílovecká rodačka druhý break v zápase a po vítězném úderu si došla pro vedení 5:2 na gamy.
Následovalo jediné prohrané podání šesté nasazené hráčky. Nejdříve Kvitová za stavu 15:0 zahrála třetí dvojchybu. Poté kanadská tenistka představila agresivní pojetí hry, kterým donutila soupeřku k vynucené chybě. Další vítězný prohoz returnující hráčky již znamenal vedení 15:40. Poté, co míč Češky skončil v pásce, ztratila první game na podání, avšak poslední v celém finále. Na returnu se rychle propracovala k vedení 0:40 a třem setbolům. Využila až poslední z nich kvalitním úderem z příjmu. Rebreak znamenal zisk úvodní sady v poměru 6–3 za třicet dva minut.

#### Statistiky 1. setu

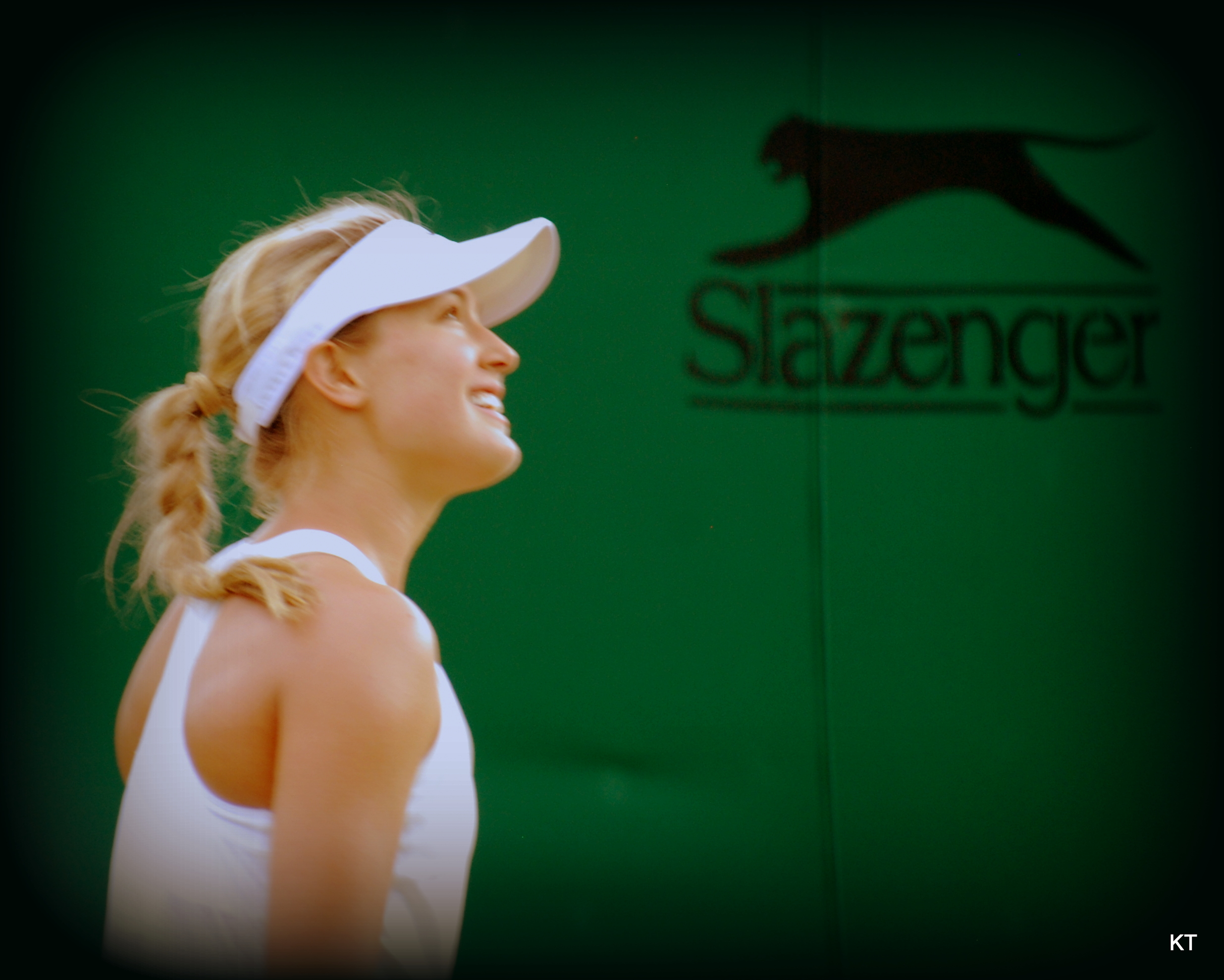
Eugenie Bouchardová

| Statistiky 1. setu | Statistiky 1. setu           | Statistiky 1. setu |
| Bouchardová        |                              | Kvitová            |
| ------------------ | ---------------------------- | ------------------ |
| 24 z 37 = 65 %     | 1. podání do dvorce          | 18 z 25 = 72 %     |
| 2                  | dvojchyby                    | 3                  |
| 3                  | nevynucené chyby             | 9                  |
| 11 z 24 = 46 %     | % vítězných míčů u 1. podání | 14 z 18 = 78 %     |
| 6 z 13 = 46 %      | % vítězných míčů u 2. podání | 5 ze 7 = 14 %      |
| 5                  | vítězné míče                 | 17                 |
| 10 z 25 = 36 %     | vítězných míčů na příjmu     | 20 z 37 = 51 %     |
| 1 z 1 = 100 %      | proměnění brejkbolů          | 3 z 9 = 33 %       |
| 2 ze 3 = 67 %      | vítězných míčů na síti       | 7 z 8 = 88 %       |
| 27                 | celkově získané míče         | 35                 |
| 1                  | esa                          | 2                  |

### 2. set
Kvitová rozehrála druhou sadu ve 14.47 hodin esem a čistou hrou. Její průběh zcela ovládla. Tvrdými a přesnými returny si došla ve druhém gamu pro dvě breakové příležitosti, z nichž druhou využila. Po dalším vítězném servisu Češky měla soupeřka za stavu 0:3 gembol na snížení nepříznivého skóre. Za stavu 40:30 jej však nevyužila. Při shodě pak byla odehrána další ze „zázračných“ výměn, která připadla opět Kvitové. Její dělový return znamenal doublebreak a vedení 4:0 na gamy. Dominanci na dvorci potvrdila čistou hrou na servisu. V závěrečném gamu zahrála podávající Bouchardová, za stavu 30:40, míč do sítě a Češka tak proměnila úvodní mečbol. Kanaďanku deklasovala poměrem 6–0, v sadě trvající dvacet tři minut, a slavila druhý wimbledonský titul.

#### Statistiky 2. setu

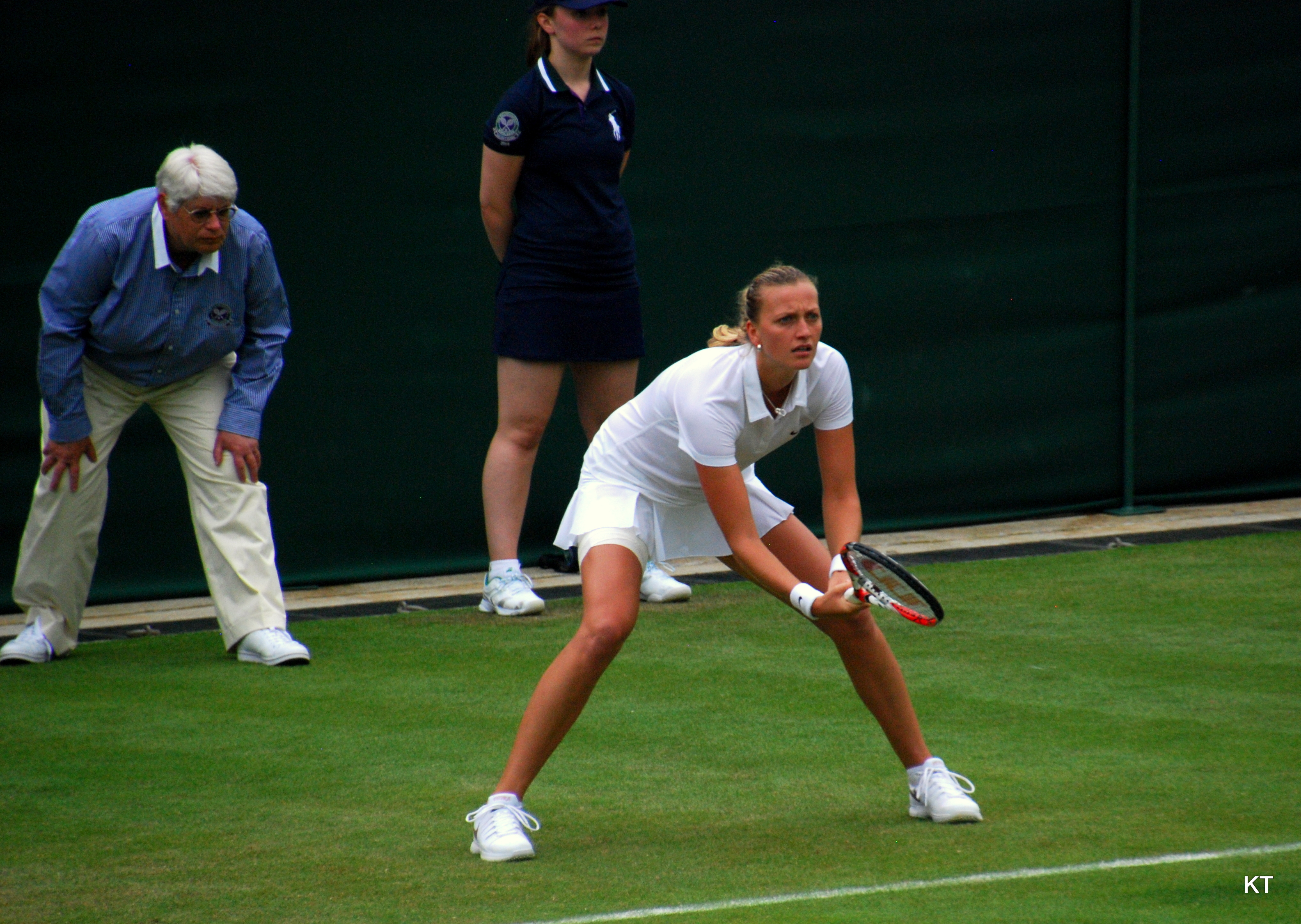
Petra Kvitová na příjmu

| Statistiky 2. setu | Statistiky 2. setu           | Statistiky 2. setu |
| Bouchardová        |                              | Kvitová            |
| ------------------ | ---------------------------- | ------------------ |
| 11 z 20 = 55 %     | 1. podání do dvorce          | 10 z 16 = 63 %     |
| 0                  | dvojchyby                    | 0                  |
| 1                  | nevynucené chyby             | 3                  |
| 5 z 11 = 45 %      | % vítězných míčů u 1. podání | 9 z 10 = 90 %      |
| 2 z 9 = 22 %       | % vítězných míčů u 2. podání | 4 ze 6 = 67 %      |
| 3                  | vítězné míče                 | 11                 |
| 3 ze 16 = 19 %     | vítězných míčů na příjmu     | 13 z 20 = 65 %     |
| 0 z 0 = 0 %        | proměnění brejkbolů          | 3 ze 4 = 75 %      |
| 0 z 1 = 0 %        | vítězných míčů na síti       | 4 ze 6 = 67 %      |
| 10                 | celkově získané míče         | 26                 |
| 0                  | esa                          | 2                  |

### Závěrečný ceremoniál
Po skončení zápasu došlo k několikaminutové prodlevě pro zatažení střechy nad dvorcem. Poté, co se obě aktérky vrátily ze šaten, započal slavnostní ceremoniál.
Na centrální kurt tradičně zavítal prezident All England Clubu princ Edward, vévoda z Kentu, aby finalistkám předal ceny. Nejdříve byla oceněna poražená tenistka Bouchardová stříbrným tácem a do rukou Kvitové pak vévoda podruhé vložil stříbrnou mísu Venus Rosewater s vyobrazenými mytologickými výjevy, určenou pro vítězku dvouhry ve Wimbledonu.
Následovaly rozhovory, které vedla bývalá anglická tenistka Sue Barkerová a tradiční kolo s trofejemi po dvorci. Bouchardová pogratulovala šampiónce a dodala: „Petra hrála celé dva týdny fantasticky. Dnes to pro mě bylo opravdu těžké, ale jsem na sebe pyšná jak jsem odehrála celý turnaj.“ Kvitová uvedla: „Měla jsem skvělou taktiku od trenéra. Jednalo se o těžký zápas, … celý tým mi celé roky pomáhal k tomu, abych se na toto místo opět vrátila.“ V češtině také směřovala blahopřání k otci: „Táta má zítra narozeniny, všechno nejlepší.“

### Analýza
Tenisový žurnalista Ron Atkin uvedl klíčové ukazatele vítězství Kvitové. Podle jeho názoru to byla především síla základních úderů i servisu, kterou dostávala soupeřku pod tlak. Dále pak výška Češky, jež znamená dispozici ke kvalitnímu podání, levorukost proti hráčce hrající pravou rukou, zkušenost z účasti ve wimbledonském finále roku 2011, a s ní spojená koncentrace od prvního do posledního míče, a konečně také herní klid a rozvaha.
Bouchardová zaznamenala dvojnásobný počet vítězných úderů (winnerů) proti nevynuceným chybám – 8 ku 4, ovšem na agresivnější pojetí hry Kvitové to nestačilo, když Češka zahrála 28 winnerů a 12 nevynucených chyb. Vítězka byla silná na podání a returnu. Ze 68 % prvních servisů, které skončily ve dvorci, proměnila v bod 82 % z nich a na příjmu si připsala 58 % vyhraných fiftýnů. Tyto ukazatele se staly podle rozboru WTA Tour klíčem k jejímu úspěchu.
Podle novináře Petera Boda předvedla Kvitová jeden z nejlepších výkonů v historii grandslamových finále dvouhry vůbec. Také jiní podle žurnalisty smetli soupeře velkým rozdílem skóre, ale pouze málo z nich to učinilo tak přesvědčivě, jednostranně a ohromujícím způsobem jako Češka.

## Odezva
V reakci na finále vyjádřili blahopřání vítězce a finalistce osobnosti společenského a sportovního života.

### Odezva sportovců
Na dálku zaslali gratulace na sociálních sítích například tenisté Tomáš Berdych a Lukáš Rosol.
Bezprostředně po utkání poblahopřála vítězce devítinásobná šampiónka tohoto turnaje Martina Navrátilová a v útrobách centrálního dvorce jí řekla: „Gratulace! Druhej, a není poslední.“ Později pak pro jeden deník uvedla: „Začala jsem brečet, když mluvila o otci. To jsem ztratila pár slziček. Jinak to byl ale úplně jiný zápas.“
Jediný český vítěz Wimbledonu z mužské dvouhry Jan Kodeš také přispěchal s gratulací: „Petra prodala svůj tenis na 100 procent a udělila sebevědomé soupeřce travnatou lekci. Kvitová na grandslamech ještě zdaleka neřekla poslední slovo.“
Vítězka z roku 1999 Američanka Lindsay Davenportová na adresu Češky uvedla: „Je snem každého hráče předvést nejlepší výkon ve finále a Petra to dokázala. Bylo to úchvatné představení. Málokdo by dnes proti ní něco zmohl.“ S gratulací se přidala i její krajanka Tracy Austinová: „Kvitová byla schopná hrát set a půl tenis na hraně, to bylo nádherné.“
Americký bouřlivák a trojnásobný vítěz Wimbledonu z let 1981, 1983 a 1984 John McEnroe, který komentoval zápas pro britskou stanicí BBC, sdělil: „Byl to jeden z nejlepších tenisových výkonů, jaký byl na tomhle kurtu k vidění. Kvitová trefovala míč úžasně čistě a razantně. Když se jí daří, tak vás dožene k pocitu zmaru a k bezmoci.“ Později dodal, že byl překvapen, když po vítězství v roce 2011 nepřidala další grandslamové triumfy: „Překvapilo mě, že se tak nestalo. Pokud bude hrát takhle dál, tak je jednoduše nemožné, aby další tituly nepřidala.“
Jimmy Connors na Twitteru napsal: „Kvitová Bouchardovou rozdrtila, zcela odhalila její slabiny. Blahopřání šampionce. Skvělý turnaj pro Bouchardovou.“
Jedna ze zakladatelek WTA a bývalá světová jednička Billie Jean Kingová byla ohromena výkonem Kvitové: „Petro, bylo neuvěřitelné, jak jste dosáhla svého druhého triumfu ve Wimbledonu. Gratuluji vám i celému týmu.“

### Odezva politiků
Český prezident Miloš Zeman pozval šampiónku i s členy jejího týmu na Pražský hrad.
Předseda české vlády Bohuslav Sobotka vítězce poblahopřál slovy:
| „                  | Vážená paní Kvitová, mám velkou radost, že Vám mohu pogratulovat k velkému úspěchu v podobě druhého vítězství ve dvouhře žen na prestižním tenisovém turnaji ve Wimbledonu… | “ |
| — Bohuslav Sobotka | |   |

#### Humlova kontroverze
Výraznou mediální odezvu vyvolal sociálnědemokratický poslanec Stanislav Huml poté, co na Facebooku sdílel příspěvek difamačního charakteru vyhraňující se vůči Kvitové a v interview pro rádio Impuls prohlásil, že osoby – které se přihlásí do jiného státu, by měly přijít o české občanství. Na přelomu října a listopadu 2013 se hráčka stala daňovou rezidentkou Monaka. Tímto krokem tak následovala další české tenisty Berdycha, Štěpánka a Šafářovou.
Poslanec byl za svůj postoj kritizován politiky napříč spektrem, včetně stranických kolegů. Prezident republiky Miloš Zeman s Humlem nesouhlasil a sdělil, že Kvitové „… nikdo nemůže zabránit, aby platila nižší daně v Monaku, na druhé straně by bylo v zájmu EU, a ona ten zájem už deklarovala, aby daňové ráje byly omezeny.“ Předseda vlády Bohuslav Sobotka označil vyjádření stranického kolegy za „nepřiměřenou a zlou reakci“ a zkritizoval ji i první vicepremiér Andrej Babiš.
Ostře se proti Humlovi ohradil prezident tenisového svazu Ivo Kaderka, který uvedl: Tady vždycky platilo, že se úspěch neodpouštěl – teď by se měl ještě i trestat. To je opravdu skandální, mně je to osobně hrozně líto. Myslím si, že to je ten nejhorší příklad, jaký politik může lidem dávat.
Kvitová se na adresu kritiky nevyjádřila. Její mediální zástupce Karel Tejkal prohlásil: „… nebudeme [na to] žádným způsobem reagovat a podporovat tak jeho [Humlovu] snahu po zviditelnění.“ 

## Mediální pokrytí
Finálový zápas v Česku vysílaly živě televizní stanice TV Nova a Nova Sport.

## Následný program
V neděli 6. července se zúčastnila tradiční večeře šampionů v londýnském Royal Opera House, kde podruhé zasedla ke stolu s vítězem mužské dvouhry Novakem Djokovičem. V pondělí se pak vrátila do České republiky, kde absolvovala tiskovou konferenci v tenisovém klubu TK Sparta Praha a autogramiádu v Nike.
Ženská tenisová asociace ji vyhlásila Hráčkou měsíce června 2014, když vyhrála před druhou Bouchardovou a třetí Ivanovićovou.
Na dvorce se vrátila počátkem srpna letní US Open Series, kde startovala na Canada Masters. Po volném losu zdolala Casey Dellacquovou. Ve třetí fázi však skončila na raketě Jekatěriny Makarovové. Po volném losu navazujícího Cincinnati Masters vypadla ve druhém kole s Ukrajinkou Elinou Svitolinovou. Až Connecticut Open přinesl zlepšení formy, když jej dokázala vyhrát po zvládnutém finálovém duelu se Slovenkou Magdalénou Rybárikovou.